# Ɛ́
Cette page contient des caractères spéciaux ou non latins. S’ils s’affichent mal (▯, ?, etc.), consultez la page d’aide Unicode.
Ɛ́ (minuscule : ɛ́), ou epsilon accent aigu, est un graphème utilisé dans les alphabets awing, baka, bakaka, bana, bangolan, dii, kako, kemedzung, kenyang, kwanja, lingala, maala, mbodomo, nchane, ngiemboon, ngomba, nomaande, noni, nulibie, pana, et yangben. Il s’agit de la lettre epsilon diacritée d'un accent aigu.

## Utilisation
Dans plusieurs langues tonales, ‹ ɛ́ › représente un epsilon avec un ton haut. Il ne s’agit d’une lettre à part entière, et elle placée avec le epsilon sans accent ou avec une autre accent dans l’ordre alphabétique.

## Représentations informatiques
L’epsilon accent aigu peut être représenté avec les caractères Unicode suivants  :
- décomposé (latin étendu B, Alphabet phonétique international, diacritiques)[1],[2],[3] :

| formes    | représentations | chaînes de caractères | points de code | descriptions                                            |
| --------- | --------------- | --------------------- | -------------- | ------------------------------------------------------- |
| capitale  | Ɛ́               | Ɛ◌́                    | U+0190 U+0301  | lettre majuscule latine epsilon diacritique accent aigu |
| minuscule | ɛ́               | ɛ◌́                    | U+025B U+0301  | lettre minuscule latine epsilon diacritique accent aigu |